# Општина Балцаци (Јаши)
Балцаци (рум. Bălţaţi) општина је у Румунији у округу Јаши.
Oпштина се налази на надморској висини од 109 m.